# 牢笼中的刘晓波
《牢笼中的刘晓波》是华人雕塑艺术家陈维明制作的一副浮雕作品。长方形，创作于2017年。刘晓波头像位于雕塑中央位置，头像左侧为诺贝尔奖章，右侧为一把空椅子，表现诺贝尔和平奖委员会以空椅子代表身陷囹圄不能出席颁奖的刘晓波。雕塑的最外处是12根铁栏杆，雕塑周边由一圈铁丝网环绕。陈维明表示，希望用自己的艺术表现刘晓波这一中国民主自由的象征。